# Liochthonius ohnishi
Liochthonius ohnishi är en kvalsterart som beskrevs av Chinone 1978. Liochthonius ohnishi ingår i släktet Liochthonius och familjen Brachychthoniidae. Inga underarter finns listade i Catalogue of Life.